# Eimeria irresidra
Eimeria irresidra nnależy do królestwa protista, rodziny Eimeriidae, rodzaj Eimeria. Wywołuje u królików chorobę pasożytniczą - kokcydiozę. Eimeria irresidra pasożytuje w jelicie cienkim.
Oocysty pojawiają się w kale po 9-10 dniach.